# Francesco Avanzarani
Giovan Francesco Avanzarani, dit il Fantastico, est un peintre italien du XVe siècle.

## Biographie
Giovan Francesco Avanzarani est le fils de Pietro Paolo "de Vanserano".
Cet artiste appartient à la catégorie des imitateurs du Perugin. Un de ses tableaux, exécuté à Viterbe, est à la pinacothèque, il était autrefois attribué à Spagna. Cesare Pinzi, dans l' histoire de Viterbe, par des documents décisifs lui en a définitivement rendu la paternité. Un triptyque peint par cet artiste se trouve dans la bibliothèque du Vatican. En 1494, il reçoit à Città di Castello un paiement pour des peintures qu'il a exécutées.